# Ống nghe
Ống nghe là thiết bị y tế âm thanh để thính chẩn, hoặc nghe những âm thanh bên trong của động vật hoặc cơ thể con người. Nó thường có một bộ cộng hưởng hình đĩa nhỏ đặt trên ngực và hai ống nối với tai nghe. Nó thường được sử dụng để nghe âm thanh phổi và tim. Nó cũng được sử dụng để lắng nghe đường ruột và lưu lượng máu trong động mạch và tĩnh mạch. Kết hợp với máy đo huyết áp, nó thường được sử dụng để đo huyết áp. Ít phổ biến hơn, "ống nghe của thợ máy", được trang bị những cái rương hình que, được sử dụng để nghe những âm thanh bên trong do máy tạo ra (ví dụ, âm thanh và rung động phát ra từ vòng bi mòn), chẳng hạn như chẩn đoán động cơ ô tô bị hỏng các bộ phận bên trong của nó. Ống nghe cũng có thể được sử dụng để kiểm tra các buồng chân không khoa học để kiểm tra rò rỉ, và cho các nhiệm vụ giám sát âm thanh quy mô nhỏ khác. Một ống nghe tăng cường âm thanh thính chẩn được gọi là ống nghe tăng âm.

## Lịch sử

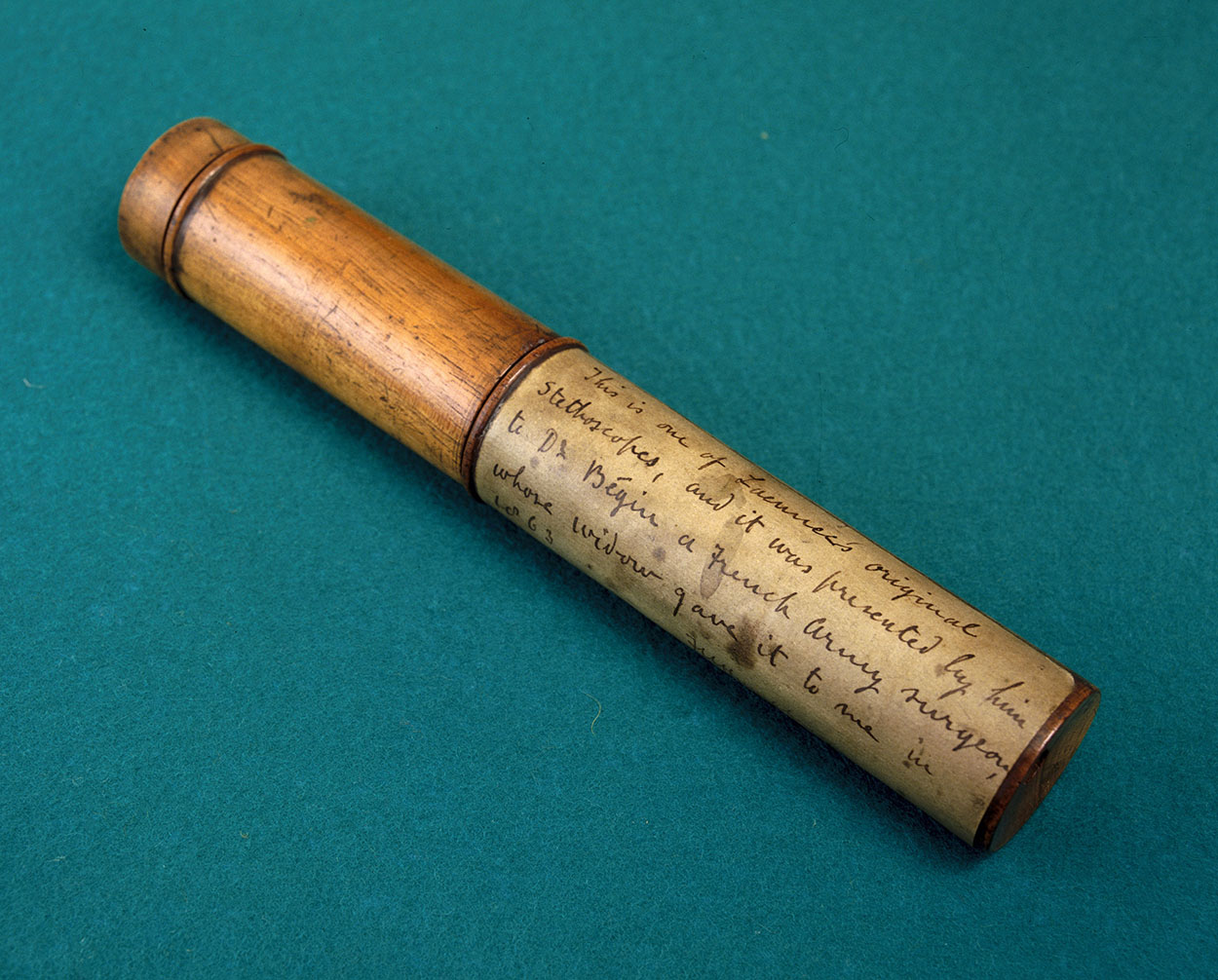
Ống nghe đầu tiên này thuộc về Laennec. (Bảo tàng Khoa học, Luân Đôn)

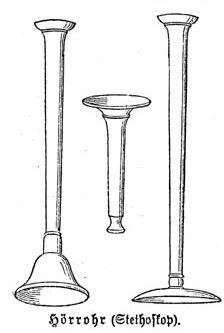
Ống nghe ban đầu

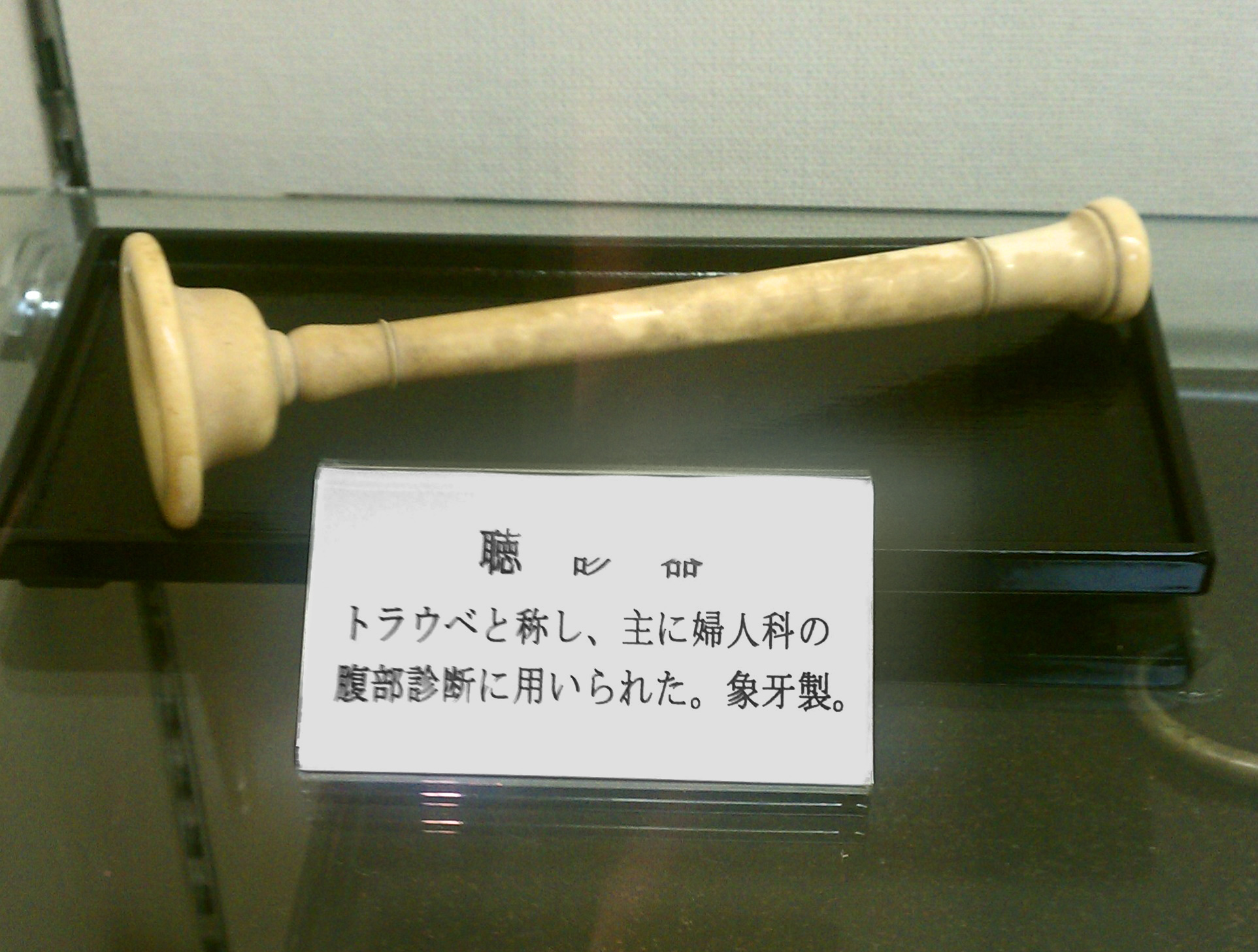
Một ống nghe kiểu Traube bằng ngà voi

Ống nghe được phát minh tại Pháp vào năm 1816 bởi René Laennec tại Bệnh viện Necker-Enfants Malades ở Paris. Nó bao gồm một ống gỗ và là nghe một tai. Laennec đã phát minh ra ống nghe vì anh không thoải mái khi đặt tai lên ngực của phụ nữ để nghe tiếng tim.:186 Ông quan sát thấy một mảnh giấy được cuộn, đặt giữa ngực và tai của bệnh nhân, có thể khuếch đại âm thanh tim mà không cần tiếp xúc vật lý. Thiết bị của Laennec tương tự như kèn tai thông thường, một dạng trợ thính cổ; Quả thực, phát minh của ông gần như không thể phân biệt được về cấu trúc và chức năng của kèn, thường được gọi là "micrô". Laennec gọi điện thoại là "ống nghe"" (stetho- + -scope, "nghe ngực"), và ông gọi nó là "sự thính chẩn trung gian", bởi vì nó là sự thính chẩn với một dụng cụ trung gian giữa cơ thể bệnh nhân và tai của bác sĩ. Ống nghe linh hoạt đầu tiên thuộc bất kỳ loại nào có thể là một dụng cụ hai tai với khớp nối khớp không được mô tả rõ ràng vào năm 1829.. Năm 1840, Golding Bird mô tả một ống nghe ông đã sử dụng với một ống dẻo. Bird là người đầu tiên xuất bản một mô tả về một ống nghe như vậy nhưng ông đã lưu ý trong bài báo về sự tồn tại trước đó của một thiết kế trước đó (mà ông nghĩ là ít tiện ích) mà ông mô tả là tiếng kèn tai rắn. Ống nghe của Bird có một tai nghe duy nhất.
Năm 1851, bác sĩ người Ireland Arthur Leared đã phát minh ra ống nghe hai tai và, vào năm 1852, George Philip Cammann đã hoàn thiện thiết kế dụng cụ ống nghe (sử dụng cả hai tai) cho sản xuất thương mại, vốn đã trở thành tiêu chuẩn kể từ đó. Cammann cũng đã viết một luận thuyết lớn về chẩn đoán bằng thính chẩn, mà ống nghe hai tai tinh chế có thể thực hiện được. Vào năm 1873, đã có những mô tả về ống nghe vi phân có thể kết nối với các vị trí hơi khác nhau để tạo ra hiệu ứng âm thanh nổi nhỏ, mặc dù điều này không trở thành một công cụ chuẩn trong thực hành lâm sàng.
Somerville Scott Alison đã mô tả phát minh của mình về stethophone tại Hội Hoàng gia Luân Đôn năm 1858; stethophone có hai chuông riêng biệt, cho phép người dùng nghe và so sánh âm thanh có nguồn gốc từ hai địa điểm rời rạc. Điều này được sử dụng để thực hiện các nghiên cứu dứt khoát về thính giác hai tai và xử lý thính giác nâng cao kiến thức về định vị hoá âm thanh và cuối cùng dẫn đến sự hiểu biết về sự hợp nhất hai tai.
Nhà sử học y học Jacalyn Duffin đã lập luận rằng phát minh ống nghe đánh dấu một bước quan trọng trong việc xác định lại bệnh là một loạt các triệu chứng, theo nghĩa hiện tại của bệnh như là một vấn đề với hệ thống giải phẫu ngay cả khi không có triệu chứng đáng chú ý. Việc tái khái niệm này xảy ra một phần, Duffin lập luận, bởi vì trước ống nghe, không có dụng cụ không gây chết người để khám phá giải phẫu nội tạng.
Rappaport và Sprague đã thiết kế một ống nghe mới vào những năm 1940, trở thành tiêu chuẩn mà các ống nghe khác được đo, bao gồm hai mặt, một trong số đó được sử dụng cho hệ hô hấp, loại kia dùng cho hệ tim mạch. Rappaport-Sprague sau đó được thực hiện bởi Hewlett-Packard. Bộ phận sản phẩm y tế của HP được tách ra như một phần của Agilent Technologies, Inc., nơi nó trở thành Agilent Healthcare. Agilent Healthcare đã được Philips mua lại đã trở thành Hệ thống Y tế của Philips, trước ống nghe Rappaport-Sprague nguyên gốc, có giá 200 đô la cuối cùng đã bị vứt bỏ. 2004, cùng với thương hiệu của Philips (được sản xuất bởi Andromed, của Montreal, Canada) mô hình ống nghe điện tử. Ống nghe mô hình Rappaport-Sprague nặng và ngắn (18–24 in (460–610 mm)) với một hình thức cổ xưa được nhận ra bởi hai ống cao su độc lập lớn của chúng, kết nối một cặp tiếp xúc với lá xoang đối diện với ống tai hai tai bằng đồng mạ crôm hình chữ F có phần ngực hai đầu.
Một số cải tiến nhỏ khác đã được thực hiện cho ống nghe cho đến khi, vào đầu những năm 1960, David Littmann, một giáo sư trường Y Harvard, tạo ra một ống nghe mới nhẹ hơn so với các mẫu trước đó và đã cải thiện âm thanh. Vào cuối những năm 1970, 3M-Littmann đã giới thiệu màng có thể điều chỉnh được: một thành phần màng nhựa epoxy rất cứng (G-10) với một vòm âm thanh linh hoạt bằng silicon đã cho phép tăng chuyến tham quan cơ hoành trên trục Z liên quan đến mặt phẳng của khu vực thu âm. Sự dịch chuyển trái sang tần số cộng hưởng thấp làm tăng âm lượng của một số âm thanh tần số thấp do sóng dài hơn được truyền bởi sự tham gia tăng lên của thành phần màng cứng bị treo trong vòm xung quanh. Ngược lại, hạn chế sự hoành hành của cơ hoành bằng cách nhấn mạnh bề mặt màng ống nghe chống lại khu vực giải phẫu vượt qua các âm thanh sinh lý, âm thanh vòm cũng có thể được sử dụng để làm giảm hoạt động của cơ hoành để phản ứng với áp lực-zis băn khoăn. Điều này làm tăng sự thiên vị tần số bằng cách rút ngắn bước sóng để giải phóng một phạm vi âm thanh sinh lý cao hơn.
Năm 1999, Richard Deslauriers cấp bằng sáng chế ống nghe giảm tiếng ồn bên ngoài đầu tiên, DRG Puretone. Nó đặc trưng hai lumens song song có chứa hai cuộn dây thép mà tiêu tan xâm nhập tiếng ồn như năng lượng nhiệt không nghe được. Cuộn dây thép "cách nhiệt" thêm 0,30 lb vào mỗi ống nghe. Năm 2005, bộ phận chẩn đoán của DRG đã được mua lại bởi TRIMLINE Medical Products.

## Thực tế gần đây

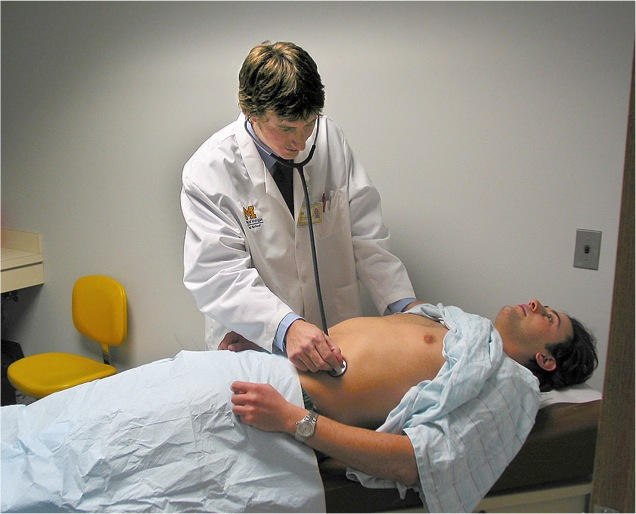
Một bác sĩ sử dụng ống nghe để nghe bụng của bệnh nhân

Ống nghe thường được coi là biểu tượng của các chuyên gia chăm sóc sức khỏe, vì nhiều nhà cung cấp dịch vụ chăm sóc sức khỏe thường được nhìn thấy hoặc được mô tả bằng ống nghe treo quanh cổ. Một nghiên cứu năm 2012 cho rằng ống nghe, khi so sánh với các thiết bị y tế khác, có tác động tích cực cao nhất đến sự tin cậy đối với người chữa bệnh.
Sự ra đời của chụp siêu âm cầm tay thực tế, phổ biến rộng rãi (điểm chăm sóc sức khỏe chụp siêu âm) vào cuối những năm 1990 đến đầu những năm 2000 đã khiến một số bác sĩ hỏi ngay sau khi ống nghe sẽ trở nên lỗi thời như thế nào. Những người khác trả lời rằng họ nghĩ rằng mối quan hệ của các công cụ khác nhau (ống nghe và thiết bị kỹ thuật số) sẽ thay đổi nhưng sẽ rất lâu nữa ống nghe mới lỗi thời. Một thập kỷ sau đó, vào năm 2016, hai mặt của đồng tiền này vẫn được công nhận. Một bác sĩ tim mạch cho biết, "ống nghe đã chết", nhưng một bác sĩ nhi khoa nói, "Chúng tôi không ở nơi này, và có lẽ sẽ không trong một thời gian rất dài", nơi mà ống nghe đã lỗi thời. Một xem xét là nó phụ thuộc vào phân đoạn của chăm sóc sức khỏe (dịch vụ y tế khẩn cấp, điều dưỡng,y học) và khoa và chuyên khoa. "Các chuyên gia đồng ý rằng ống nghe có giá trị của chúng để nghe phổi và ruột để tìm manh mối bệnh tật,." Nhưng đối với hệ tuần hoàn, "thính chẩn là thừa", một bác sĩ tim mạch cho biết. Vì vậy, nó có thể là tim mạch trong các thiết lập chăm sóc thứ cấp và đại học có thể từ bỏ ống nghe nhiều năm trước khi chăm sóc chính, nhi khoa, và vật lý trị liệu làm.

## Các loại

### Âm thanh

Các bộ phận của ống nghe hai tai

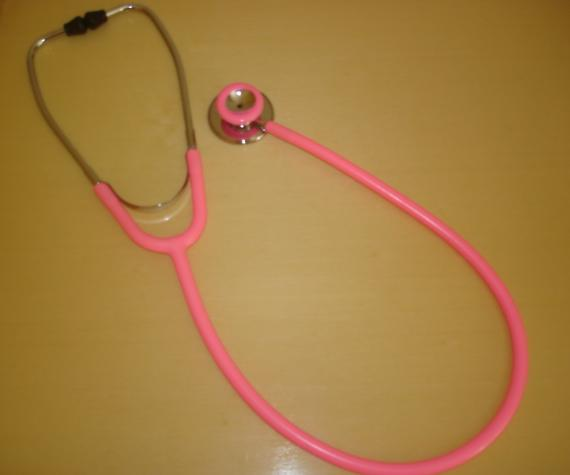
Ống nghe âm thanh, với chuông lên trên

Ống nghe âm thanh quen thuộc với hầu hết mọi người, và hoạt động trên truyền âm thanh từ ngực, qua ống rỗng đầy không khí, đến tai của người nghe. Các ngực thường bao gồm hai bên có thể được đặt đối với bệnh nhân để cảm nhận âm thanh: một màng (đĩa nhựa) hoặc chuông (cốc rỗng). Nếu màng được đặt trên bệnh nhân, âm thanh cơ thể làm   rung động màng, tạo ra sóng áp lực âm thanh mà đi lên ống đến tai của người nghe. Nếu chuông được đặt trên bệnh nhân, các rung động của da trực tiếp tạo ra sóng áp lực âm thanh truyền đến tai của người nghe. Chuông truyền âm thanh tần số thấp, trong khi màng truyền âm thanh tần số cao hơn. Ống nghe hai mặt này được phát minh bởi Rappaport và Sprague vào đầu thế kỷ 20.
Một vấn đề với ống nghe âm thanh là mức âm thanh rất thấp. Vấn đề này đã được khắc phục vào năm 1999 với sự phát minh của lumen liên tục phân tầng (bên trong) và cơ chế âm thanh động học vào năm 2002.

### Điện tử
Ống nghe(hoặc thính chẩn) điện tử vượt qua mức âm thanh thấp bằng cách khuếch đại điện tử âm thanh của cơ thể. Tuy nhiên, sự khuếch đại các hiện vật tiếp xúc ống nghe, và các thành phần cắt (tần số đáp ứng tần số của micro ống nghe điện tử, pre-amps, amps và loa) giới hạn tiện ích tổng thể của ống nghe khuếch đại điện tử bằng cách khuếch đại âm thanh tầm trung, đồng thời giảm dần cao và thấp - âm thanh dải tần số. Hiện tại, có một số công ty cung cấp ống nghe điện tử. Ống nghe điện tử đòi hỏi phải chuyển đổi sóng âm thanh thành tín hiệu điện, sau đó có thể khuếch đại và xử lý để nghe tối ưu. Không giống như ống nghe âm thanh, tất cả đều dựa trên cùng một nguyên tắc vật lý, đầu dò trong ống nghe điện tử rất khác nhau. Phương pháp phát hiện âm thanh đơn giản và hiệu quả nhất có thể đạt được bằng cách đặt một micrô vào ngực. Phương pháp này bị nhiễu bởi tiếng ồn xung quanh và không được yêu thích. Một phương pháp khác, được sử dụng trong ống nghe Meditron-Allyn's Meditron, bao gồm vị trí của một tinh thể áp điện ở đầu một trục kim loại, đáy của trục tiếp xúc với một màng. 3M cũng sử dụng một tinh thể áp điện đặt trong bọt phía sau màng ngăn cao su dày. Rhythm 32 của Thinklabs sử dụng một màng điện từ với một bề mặt bên trong dẫn điện để tạo thành một cảm biến điện dung. Màng này phản ứng với sóng âm, với những thay đổi trong điện trường thay thế những thay đổi trong áp suất không khí. Eko Core cho phép truyền tải không dây âm thanh tim đến điện thoại thông minh hoặc máy tính bảng.
Vì âm thanh được truyền bằng điện tử, ống nghe điện tử có thể là thiết bị không dây, có thể là thiết bị ghi và có thể giảm tiếng ồn, tăng cường tín hiệu và cả đầu ra âm thanh và hình ảnh. Khoảng năm 2001, Stethographics giới thiệu phần mềm trên máy tính cho phép một máy chiếu tim, biểu diễn đồ họa của âm thanh tim mạch và phổi được tạo ra và diễn giải theo các thuật toán liên quan. Tất cả các tính năng này rất hữu ích cho các mục đích của y tế truyền thông (chẩn đoán từ xa) và giảng dạy.
Ống nghe điện tử cũng được sử dụng với các chương trình thính chẩn với máy tính hỗ trợ để phân tích bệnh lí âm thanh tim được ghi lại có âm thanh hoặc những tiếng thổi của tim lành tính.

#### Ghi âm
Một số ống nghe điện tử có đầu ra âm thanh trực tiếp có thể được sử dụng với thiết bị ghi bên ngoài, chẳng hạn như máy tính xách tay hoặc máy ghi âm MP3. Kết nối tương tự có thể được sử dụng để lắng nghe sự thính chẩn được ghi lại trước đó thông qua tai nghe ống nghe, cho phép nghiên cứu chi tiết hơn cho nghiên cứu tổng quát cũng như đánh giá và tư vấn về tình trạng bệnh nhân và chăm sóc y tế từ xa cụ thể hoặc chẩn đoán từ xa.
Có một số ứng dụng dành cho điện thoại thông minh có thể sử dụng điện thoại làm ống nghe. Ít nhất một người sử dụng micrô của chính điện thoại để khuếch đại âm thanh, tạo hình ảnh và gửi e-mail kết quả. Các ứng dụng này có thể được sử dụng cho mục đích đào tạo hoặc làm mới, nhưng chưa được chấp nhận cho việc sử dụng y tế chuyên nghiệp.
Ống nghe đầu tiên có thể hoạt động với ứng dụng điện thoại thông minh đã được giới thiệu vào năm 2015 

### Thai nhi

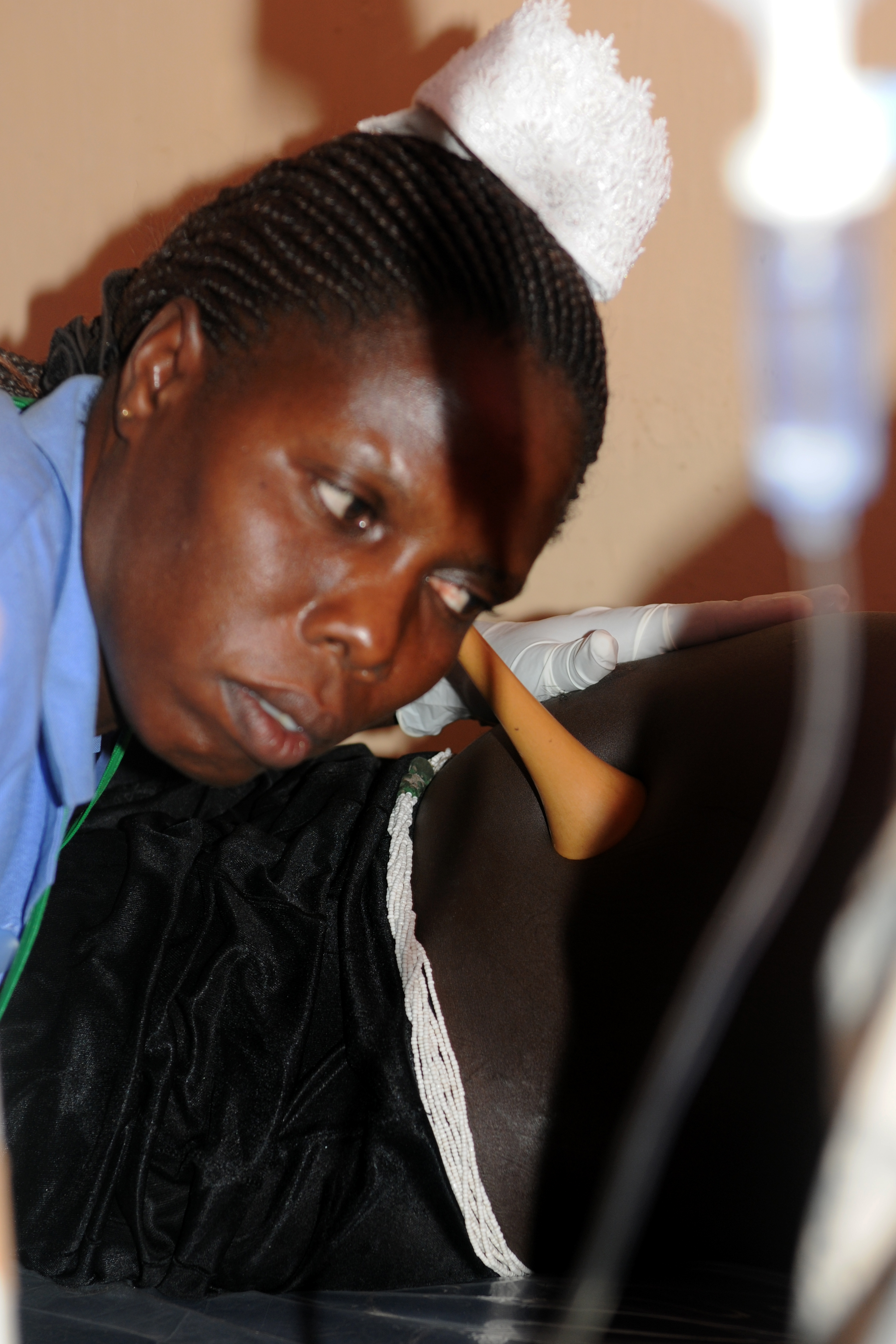
Một chiếc sừng Pinard được y tá dự bị quân đội Hoa Kỳ sử dụng ở Uganda

Ống nghe thai nhi hoặc fetoscope  là ống nghe âm thanh có hình dáng giống như tiếng kèn nghe. Nó được đặt vào bụng của một phụ nữ mang thai để lắng nghe những âm thanh trái tim của thai nhi. Ống nghe thai nhi còn được gọi là sừng Pinard sau khi bác sĩ sản khoa người Pháp Adolphe Pinard (1844–1934).

### Doppler
Ống nghe Doppler là một thiết bị điện tử đo hiệu ứng Doppler của sóng siêu âm phản ánh từ các cơ quan trong cơ thể. Chuyển động được phát hiện bởi sự thay đổi tần số, do hiệu ứng Doppler, của các sóng phản xạ. Do đó ống nghe Doppler đặc biệt phù hợp để đối phó với các vật chuyển động như tim đập. Gần đây, nó đã chứng minh rằng Doppler liên tục cho phép kích thích các chuyển động van và lưu lượng máu không bị phát hiện trong khi kiểm tra tim bằng ống nghe ở người lớn. Sự giải phẫu Doppler cho thấy độ nhạy 84% khi phát hiện động mạch chủ động mạch chủ trong khi sự phát triển ống nghe cổ điển cho thấy độ nhạy 58%. Hơn nữa, thính chẩn Doppler ưu việt hơn trong việc phát hiện các thư giãn thất thường. Kể từ khi vật lý của sự giải phẫu Doppler và sự giải phẫu cổ điển khác nhau, nó đã được gợi ý rằng cả hai phương pháp có thể bổ sung cho nhau. Một ống nghe Doppler dựa trên tiếng ồn quân sự gần đây đã được phát triển để điều trị bệnh nhân trong môi trường âm thanh lớn (lên đến 110 dB).

### In 3D
Ống nghe in 3D là một thiết bị y tế mã nguồn mở có nghĩa là cho sự thính chẩn và sản xuất bằng phương tiện in 3D. Ống nghe 3D được phát triển bởi Tiến sĩ Tarek Loubani và một nhóm các chuyên gia y tế và công nghệ. Ống nghe 3D được phát triển như một phần của dự án Glia, và thiết kế của nó là nguồn mở ngay từ đầu. Ống nghe đã đạt được phạm vi phủ sóng truyền thông rộng rãi trong mùa hè năm 2015.
Nhu cầu về ống nghe 3D được sinh ra do thiếu ống nghe và thiết bị y tế quan trọng khác vì sự phong tỏa Dải Gaza, nơi Loubani, người Palestine-Canada, làm bác sĩ cấp cứu trong cuộc xung đột năm 2012 ở Gaza. Ống nghe Littmann Cardiology 3 năm 1960 đã trở thành cơ sở cho ống nghe in 3D được phát triển bởi Loubani.

## Tai nghe
Ống nghe thường có tai nghe cao su, hỗ trợ sự thoải mái và tạo ra một miếng đệm bằng tai, cải thiện chức năng âm thanh của thiết bị. Ống nghe có thể được sửa đổi bằng cách thay thế các tai nghe tiêu chuẩn với các phiên bản đúc, giúp cải thiện sự thoải mái và truyền âm thanh. Tai nghe có thể được đúc bởi chuyên gia thính học hoặc do người sử dụng ống nghe tạo ra từ bộ dụng cụ.